# Tom Abel
Tom Abel, eigentlich Thomas Georg Abel, (* 3. September 1970 in Straubing, Niederbayern) ist ein deutscher Astrophysiker, Kosmologe und Hochschullehrer.

## Leben und Wirken
Nach seinem Studium der Physik von 1991 bis 1998 an der Universität Regensburg promovierte Abel im Jahre 1999 an der Ludwig-Maximilians-Universität München bei Simon White zum Thema: „The first structures in the universe: A theoretical study of the formation, evolution and impact of subsequent structure formation“. Von 1999 bis 2001 war er Postdoctoral Fellow am Institute of Astronomy in Cambridge, England, und am Harvard-Smithsonian Center for Astrophysics in Cambridge, Massachusetts. Von 2002 bis 2004 war Abel Assistent Professor an der Pennsylvania State University. Seit 2004 ist er Professor am Physics Department der Stanford University und Leiter des Computational Physics Department des Kavli Institute for Particle Astrophysics and Cosmology (KIPAC). Abel simulierte als erster den Zerfall massiver, metallfreier Sterne, die zur I. Generation der Sterne im Universum gehören (Population III). Eines seiner Hauptprojekte ist die Suche nach der Entstehung des Very First Light im Universum. Er gilt als einer der wichtigsten Vertreter der computergestützten Astrophysik und Kosmologie. Er ist verheiratet und hat ein Kind.

## Auszeichnungen
- Johann Wempe Preis (2001)[4]
- CAREER Award, National Science Foundation (2002)
- Frederick Terman Fellowship (2007–2010)
- Fellow der American Association for the Advancement of Science (2014)[5]